# Radošovice (okres Benešov)
Radošovice (Duits: Radoschowitz of Radoschowitz bei Flesching) is een Tsjechische gemeente in de regio Midden-Bohemen, en maakt deel uit van het district Benešov. Het dorp ligt op 5 kilometer afstand van de stad Vlašim.
Radošovice telt 410 inwoners (2025).

## Geografie
De gemeente bestaat uit de volgende plaatsen:
- Radošovice
- Lipiny u Radošovic
- Onšovice

Tussen 1850 en 1890 behoorde Slověnice eveneens tot de gemeente.

## Geschiedenis
De eerste schriftelijke vermelding van het dorp dateert van 1318.
Sinds 1960 maakt Radošovice volledig deel uit van het district Benešov.

## Verkeer en vervoer

### Autowegen
Radošovice is te bereiken via diverse regionale wegen. 

### Spoorlijnen
Er is geen station in de gemeente. Het dichtstbijzijnde station is in Vlašim, op zo'n 6,5 kilometer afstand. Dat station ligt aan de spoorlijn van Benešov naar Vlašim.

### Buslijnen
Er is één bushalte in de gemeente:
| Halte                  | Lijn(en) | Traject(en)       | Vervoerder(s) |
| ---------------------- | -------- | ----------------- | ------------- |
| Radošovice, Radošovice | 793      | Vlašim - Ostředek | CŠAD Benešov  |

### Fietsroutes
De volgende fietsroute loopt door de gemeente:
- 8175: Vlašim - Hrádek - Ctiboř - Nad Domašínem - Vlašim

### Wandelroutes
De volgende wandelroute loopt door de gemeente:
- Groen: Ledečko - Divišov - Domašín - Zajíčkov

## Voorzieningen
Er zijn een brandweerkazerne en dorpscafé in Radošovice.

## Bezienswaardigheden

### Sint-Vituskerk
De Sint-Vituskerk, vernoemd naar de heilige Vitus, is een van oorsprong gotisch eenbeukig gebouw met een toren boven de voorgevel. Het rechthoekige priesterkoor heeft een gotisch kruisgewelf en dito portaal naar de sacristie. Het schip werd in 1727 voorzien van een barokke uitstraling en een inrichting uit het midden van de achttiende eeuw. Aan de noordzijde bevinden zich enkele grafstenen uit de zestiende en zeventiende eeuw.

### Overige bezienswaardigheden
- Standbeeld van Sint Johannes van Nepomuk uit het einde van de achttiende eeuw;
- Oorlogsmonument.

## Geboren in Radošovice
- Josef Kohout (1910–2001), een Tsjechisch rugbyspeler

## Galerij

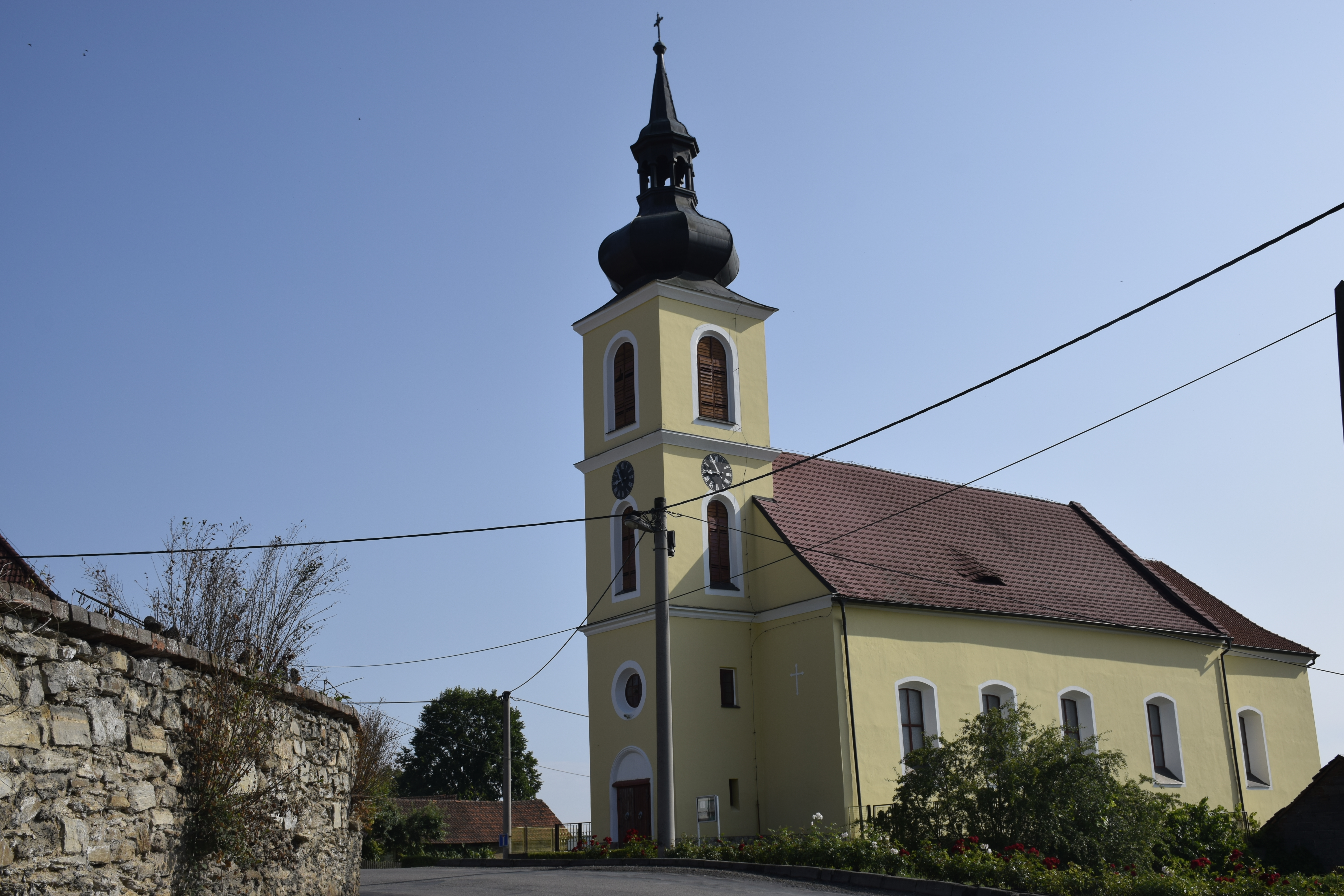
Sint-Vituskerk (2019)
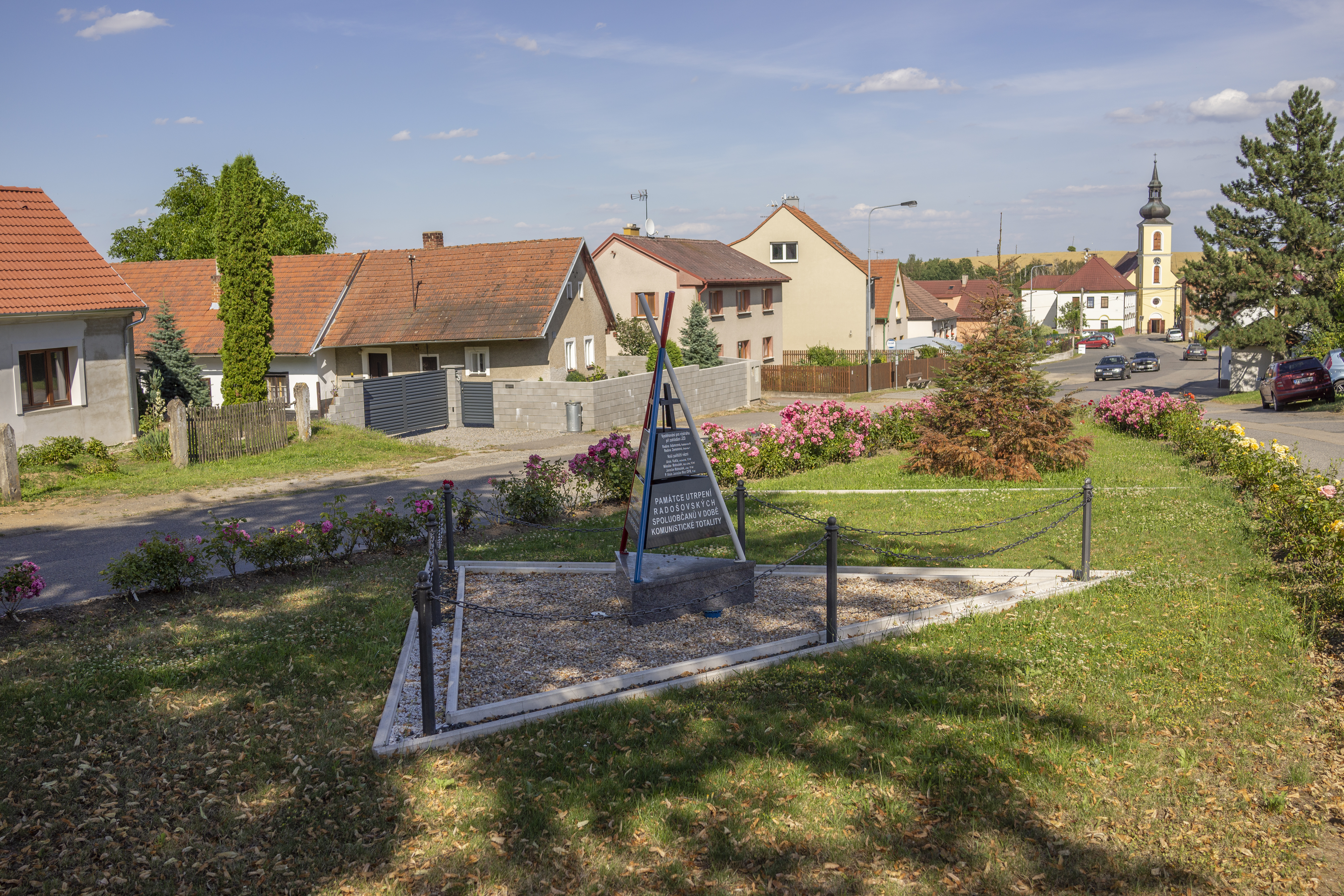
Oorlogsmonument (2020)
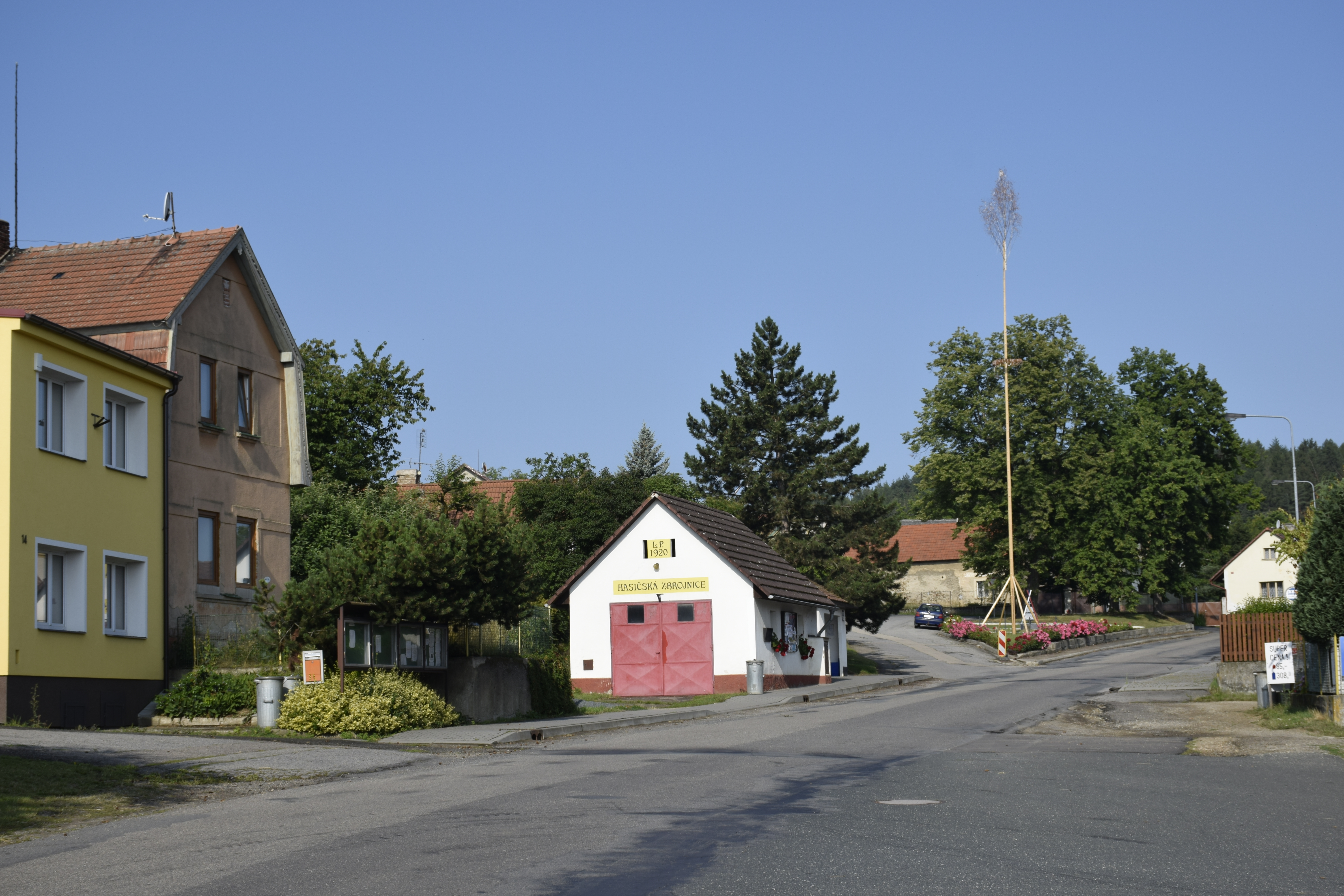
Brandweerkazerne, met daarachter een bushalte (2019)
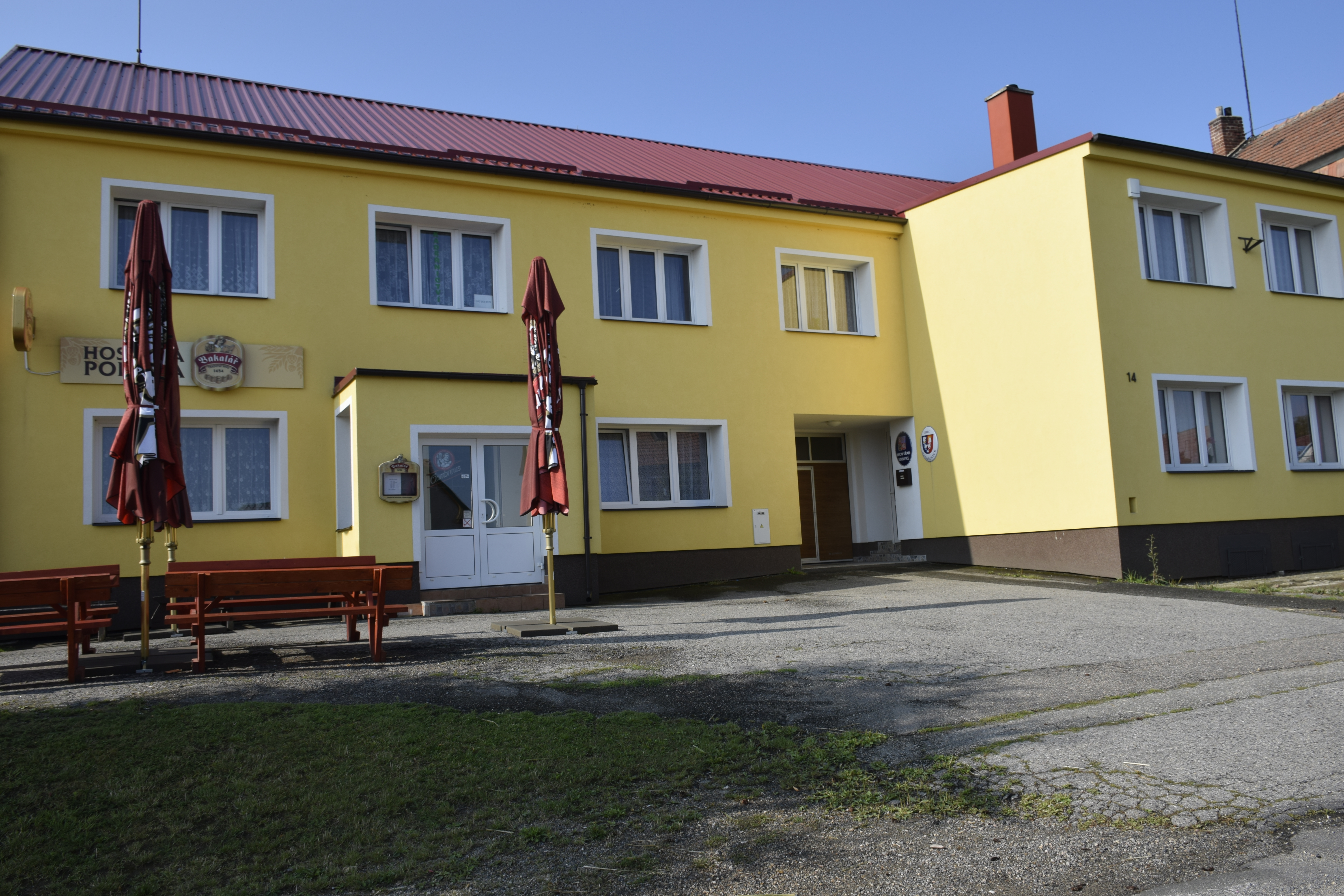
Dorpscafé (2019)
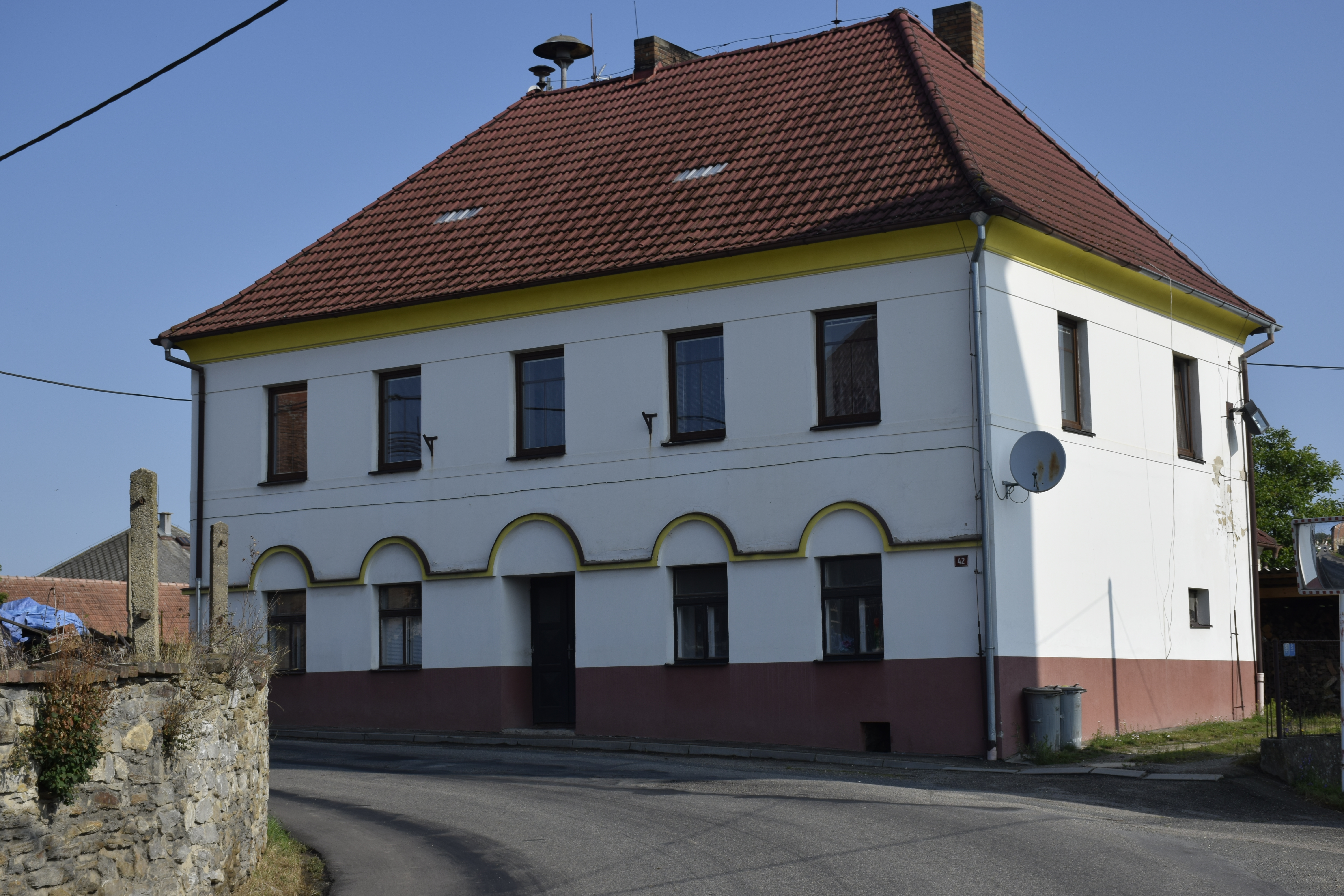
Gebouw in het dorp (2019)
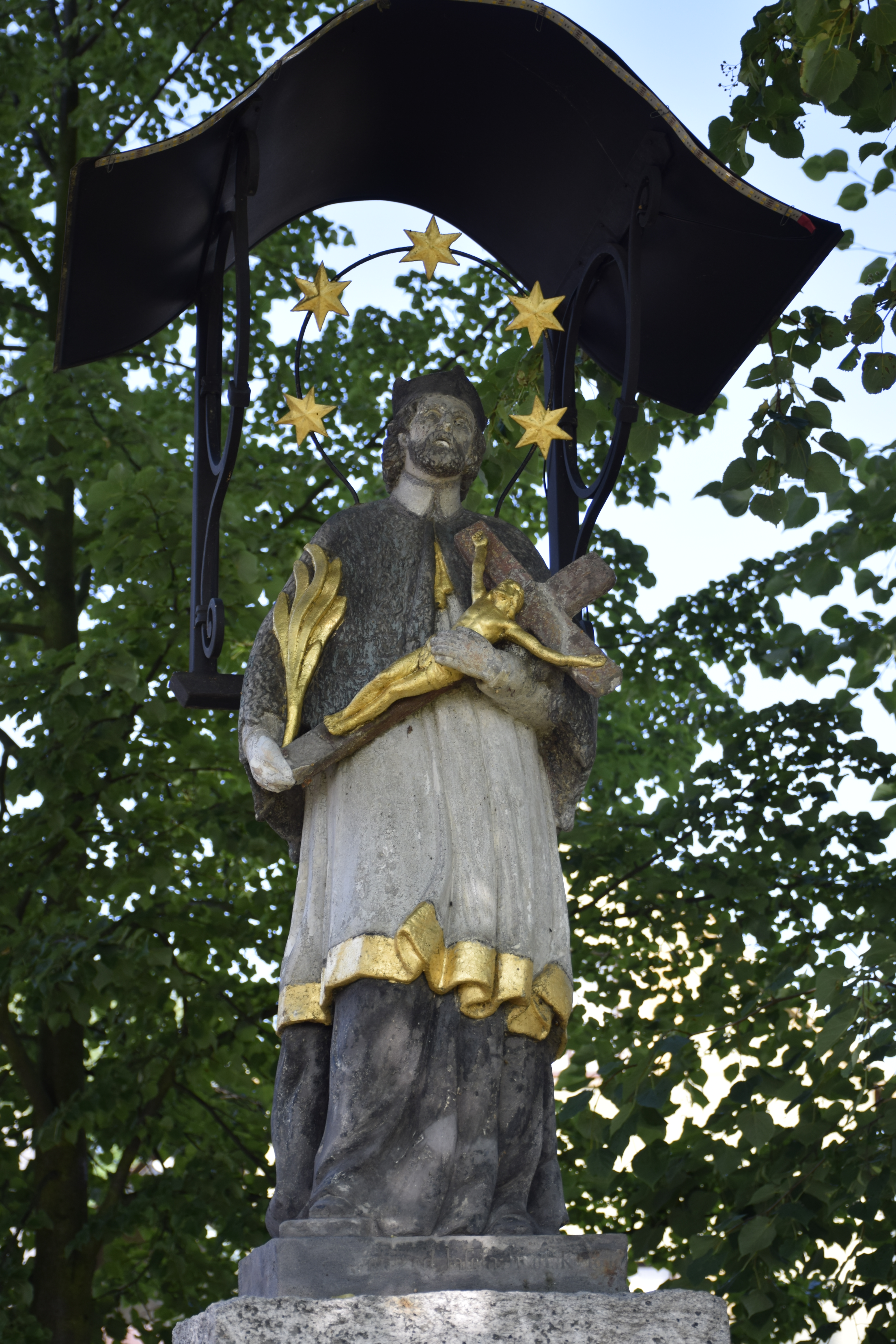
Standbeeld van Sint Johannes van Nepomuk (2019)